# Andrusw Araujo
Andrusw Alberto Araujo Araque (Motatán, 5 giugno 2003) è un calciatore venezuelano, centrocampista del Kryvbas.

## Carriera
Cresciuto nel settore giovanile dello Zulia, ha debuttato in prima squadra il 18 giugno 2021 nell'incontro di prima divisione venezuelana perso 2-1 contro l'Estudiantes Mérida. Nel 2024 è stato acquistato a titolo definitivo dal Rayo Zuliano, altro club della medesima categoria, con cui ha segnato il suo primo gol in carriera in competizioni professionistiche il 3 febbraio contro il Portuguesa FC e debuttato nelle competizioni CONMEBOL per club, giocando una partita in Coppa Sudamericana.
Il 13 agosto 2025 è stato ceduto al Kryvbas, club della prima divisione ucraina.

## Statistiche

### Presenze e reti nei club
Statistiche aggiornate al 13 agosto 2025.
| Stagione            | Squadra             | Campionato          | Campionato | Campionato | Coppe nazionali | Coppe nazionali | Coppe nazionali | Coppe continentali | Coppe continentali | Coppe continentali | Altre coppe | Altre coppe | Altre coppe | Totale | Totale | Totale |
| Stagione            | Squadra             | Comp                | Pres       | Reti       | Comp            | Pres            | Reti            | Comp               | Pres               | Reti               | Comp        | Pres        | Reti        | Pres   | Reti   |        |
| ------------------- | ------------------- | ------------------- | ---------- | ---------- | --------------- | --------------- | --------------- | ------------------ | ------------------ | ------------------ | ----------- | ----------- | ----------- | ------ | ------ | ------ |
| 2021                | Zulia               | PD                  | 14         | 0          | CV              | 0               | 0               | -                  | -                  | -                  | -           | -           | -           | 14     | 0      |        |
| 2022                | Zulia               | PD                  | 16         | 0          | CV              | 0               | 0               | -                  | -                  | -                  | -           | -           | -           | 16     | 0      |        |
| 2023                | Zulia               | PD                  | 5          | 0          | CV              | 0               | 0               | -                  | -                  | -                  | -           | -           | -           | 5      | 0      |        |
| Totale Zulia        | Totale Zulia        | Totale Zulia        | 35         | 0          |                 | 0               | 0               |                    | -                  | -                  |             | -           | -           | 35     | 0      |        |
| 2024                | Rayo Zuliano        | PD                  | 31         | 1          | CV              | 1               | 0               | CS                 | 6                  | 0                  | -           | -           | -           | 38     | 1      |        |
| 2025                | Rayo Zuliano        | PD                  | 16         | 0          | CV              | 2               | 0               | -                  | -                  | -                  | -           | -           | -           | 18     | 0      |        |
| Totale Rayo Zuliano | Totale Rayo Zuliano | Totale Rayo Zuliano | 47         | 1          |                 | 3               | 0               |                    | 6                  | 0                  |             | -           | -           | 56     | 1      |        |
| 2025-2026           | Kryvbas             | PL                  | 0          | 0          | CU              | 0               | 0               | -                  | -                  | -                  | -           | -           | -           | 0      | 0      |        |
| Totale carriera     | Totale carriera     | Totale carriera     | 82         | 1          |                 | 3               | 0               |                    | 6                  | 0                  |             | -           | -           | 91     | 1      |        |